# 中子毒物
中子毒物（英語：Neutron poison）是一種具有大中子吸收截面的物質，由於會對連鎖反應造成負面影響，而被稱為「毒物」，常應用於反應堆物理計算中。在反應堆中，我們盡可能希望中子由可裂變物質吸收，使之發生核分裂。然而，一些物質具有強烈的中子捕獲現象，會導致降低反應器運轉的反應性。有些毒物會在反應器運轉過程中吸收中子而消耗掉，但有些則保持不變。
中子被短半衰期的核分裂產物吸收稱為「反應堆中毒」；中子被長半衰期或穩定的核分裂產物吸收稱為「反應器結渣」。

## 暫時性核分裂產物毒物
一些在核分裂產生的分裂產物具有高中子吸收能力，如：135Xe（微觀中子吸收截面σ=2,000,000 b）與149Sm（微觀中子吸收截面σ=74,500 b）。因為這兩個物質在反應器內大量吸收中子，進而影響熱利用率與核反應度。尤其在反應器爐心的影響更為明顯，嚴重的話會使連鎖反應缺乏足夠中子而停止。
其中，135Xe在反應器中具有最顯著的影響。當反應器要再重新啟動時，由於分裂產物的衰變，使135Xe的累積增加（約在反應器關閉後10小時後達到最大值），會使反應器在一段時間內無法立即重啟，這段期間被稱作「死機時間（英語：reactor deadtime）」。在穩定運轉期間，以恆定的中子通量來看，135Xe濃度達到長期平衡所需時間約40到50小時。當反應器功率增加時，因為燃燒度隨著功率增加而上升，使得中子產生數目增加，135Xe濃度下降。因此，135Xe的濃度變化代表的是一種反應度的正向反饋，由其是在大型反應器中更顯重要。
因為95%的135Xe是來自於135I（半衰期約6到7小時）的衰變產物，所以135Xe的濃度會保持恆定，此時135Xe的濃度會維持在最低值。當反應器功率增加到較高功率時，135Xe濃度也會移動到新的平衡。反應器功率下降時則相反。
因為149Sm並不具有放射性，所以不會被衰變消耗掉，它會產生與135Xe不大相同的問題。149Sm濃度會在反應器運轉超過500小時（約3個禮拜）後達到平衡，之後在運轉期間便不再變化，保持恆定。另一個中子毒物157Gd的微觀中子吸收截面σ=200,000 b。

## 累積性核分裂產物毒物
有許多核分裂產物都會吸收中子對反應器造成一定影響。個別來看，它們不會有特別的影響，但累積在一起時則有顯著的效應發生。這些物質被稱為「團塊核分裂產物」，在反應器中以每次分裂產生50靶恩的速率累積。核分裂產物毒物最終會使核燃料的使用效率下降，甚至導致核反應不穩定。在實務上，毒物累積會讓核燃料的可用活期縮短，造成連鎖反應減緩。這就是為什麼燃料再處理十分重要的原因，使用過的核燃料中仍包含約97%的可裂變材料，經過化學的方法分離出來後，與新燃料混和即可再投入反應器中使用，可以節省成本，但有核擴散的疑慮。
其他去除裂變產物方法，如：固態多孔燃料可以讓氣態的裂變產物散逸，或使用氣態、液態的燃料（熔融鹽反應器、可溶水勻相反應器）。這些方法可減輕毒物累積，但會造成安全移除與廢料儲存問題。
其他具有高中子吸收截面的核分裂產物有：83Kr、95Mo、143Nd、147Pm。在這些元素的原子量以上，就算是偶數質量數，其放射性同位素仍有較大的吸收截面，允許核種連續地吸收不同能量的中子。較重的錒系元素在核分裂反應後，會有較多的分裂產物落在鑭系元素的範圍，所以其總中子吸收截面較高。
在快反應器中，分裂產物毒物的情形較不一樣，那是因為中子吸收截面在快中子與熱中子之間並不相同。在鉛鉍共晶的鉛冷式快反應爐中，吸收中子而裂變的分裂產物會較總分裂產物多出5%。如：在爐心中，133Cs、101Ru、103Rh、99Tc、105Pd和107Pd；在增殖層中，149Sm取代107Pd。

## 衰變毒物
除了中子毒物，在反應器中其他的材料也會吸收中子造成衰變，例如：3H吸收中子衰變為3He。原本氚的半衰期長達12.3年，衰變時間長，對反應器較沒有顯著影響。然而，當反應器停機幾個月後，仍留在爐中的氚可能會吸收中子而衰變為氦-3，造成反應度的負面影響增強。任何在這段期間產生的氦-3，會被隨後的中子—質子變換中反應掉。

## 控制毒物
在運轉中的反應器中，燃料會以單調函數遞減。假如反應器已運轉了很長一段時間，就必須更換燃料以達到臨界質量。而額外燃料所超出的正反應度，必須與中子吸收材料產生的負反應度相抵消。含有中子吸收材料的可移動控制棒是控制反應的一種方法，但並不是所有反應器爐心都適用，要視其形狀而定。

### 可燃毒物
可燃並非指在空氣下可以燃燒，而是在核反應中可被消耗掉的意思。為了控制大量超出的燃料正反應度，在沒有控制棒的情況下，可燃毒物會被裝入爐心。可燃毒物是具有高中子吸收截面的物質，吸收中子後會衰變為低中子吸收截面的新物質。由於毒物的持續衰變，其負反應度影響會逐漸減弱。理想上，它的減弱速率會與燃料消耗速率一致。固定型可燃毒物通常會以硼或釓的化合物形式出現，被作成針狀或盤狀，甚至是直接添加在燃料內部。因為他們可以分布的較控制棒均勻，所以對功率的影響較小。固定型可燃毒物也可能被離散在爐心中的特定位置，用以控制中子通量，避免某些區塊的通量或功率較大，但現多用固定型的不可燃毒物取代。

### 不可燃毒物
不可燃毒物是一種在爐心週期內持續維持負反應度的物質。當然，並沒有真正的不可燃毒物，但在某些條件下可視為不可燃，例如：鉿。鉿其中一種同位素在吸收中子後衰變為另一種中子吸收劑，並持續5個衰變反應都是類似的情形。這種反應產生的長半衰期可燃毒物即可視為不可燃毒物。

### 可溶毒物
可溶毒物在溶於冷卻劑水後，會均勻分布在空間中。商用壓水式反應爐中最常見的可溶毒物是硼酸。硼酸會降低熱利用因子，使反應度下降。利用不同的硼酸濃度（析出或溶解），可以容易地調整反應度變化。假如濃度上升，冷卻劑或減速劑會吸收更多中子，產生負反應度。反之則中子吸收下降，反應度上升。但這種濃度變化緩慢，主要是作為輔助方式使用。這種方法可以減少控制棒的使用，使中子通量維持在恆定狀態。所有美製的壓水式反應器都有使用這項系統，美國海軍的反應器與沸水式反應爐則不使用。
可溶毒物也被用於緊急停機安全系統中。在緊急停機時，操作員會直接注入含有可溶毒物的冷卻劑於爐心內部。像是四硼酸鈉和硝酸釓（Gd(NO3)3·xH2O）。
2011年3月16日，南韓宣稱應日本政府要求運送了53噸的硼酸前往日本，防止爐心熔毀發生。